# 教保文庫
教保文庫（キョボぶんこ）は、大韓民国の大型書店チェーン。

## 概要
ソウル特別市鐘路区鐘路1街の光化門店をはじめ韓国全土に20店舗を展開しており、永豊文庫とともに同国を代表する大規模書籍小売店チェーンとして知られている。
同書店を経営する教保文庫株式会社は教保生命グループを構成する企業であり、書販業のほか出版業を手がける。本社は光化門店と同じく、鐘路1街にある。

## 沿革
創業者は愼鏞虎。会社としての設立は1980年12月。「教保」とは「大韓教育保険」の略である。
1981年6月1日に、大韓民国初の大型書籍小売店として光化門店が開店した。1991年から1992年まで本店を全面改補修した。2003年に開店した江南店は、単一の店舗としては韓国最大の書店である。2016年現在、多数の売場とインターネットショッピングモールを運営している。

## 店舗一覧
光化門店
1981年6月1日開業。ソウル特別市鐘路区鐘路1街1番地の教保生命ビル地下1階。単一階開架式売場。ソウル交通公社5号線光化門駅と直接連結している。
本店には、ノーベル賞受賞者の肖像画があり、韓国人受賞者用にスペースが用意されていたが、金大中元大統領が平和賞を受賞したことにより肖像画が掲げられることになった。現在、2024年に文学賞を受賞し、2人目の受賞者となったハン・ガンのために新たなスペースが設けられている。
江南店
2003年5月3日開業。規模は3600坪で、単一規模としては大韓民国の最大規模である。
ソウル交通公社2号線江南駅6番出口より徒歩約8分、ソウル市メトロ9号線新論峴駅7番出口より徒歩1分
教保タワービルの地下1～2階にある。
蚕室店
2006年2月22日開業。ソウル特別市松坡区新川洞 7-18。
木洞店
2007年7月6日開業。ソウル特別市陽川区木洞 917-1。
永登浦店
2009年9月16日開業。ソウル特別市永登浦区永登浦洞4街。
梨花女大店
2008年2月21日開業。ソウル特別市西大門区の梨花女子大学校構内。
ソウル大店
2007年12月28日開業。ソウル特別市冠岳区新林9洞のソウル大学校構内。
城南店
1994年12月3日開業。京畿道城南市寿井区新興1洞 5542。
盆唐店
2006年12月15日開業。 京畿道城南市盆唐区書峴洞 266-1。
安養店
2005年5月4日開業。京畿道安養市万安区安養4洞 676-1。
富川店
2001年12月22日開業。京畿道富川市素砂区深谷本洞 312-2番地の富川駅ビル7階。
仁川店
2004年7月16日開業。仁川広域市南洞区九月洞1456。
大邱店
2000年9月30日開業。大邱広域市中区東城路2街 88-25。
浦項工大店
2008年6月10日開業。慶尚北道浦項市南区の浦項工科大学校構内。
釜山店
2002年5月1日開業。釜山広域市の繁華街西面（釜山鎮区釜田2洞）。
センタムシティ店
2009年3月3日開業。釜山広域市海雲台区佑洞、センタムシティ内。
釜山大店
2007年7月13日開業。釜山広域市金井区長箭洞 山30番地の釜山大学校構内。
昌原店
2006年2月28日開業。慶尚南道昌原市上南洞 78-3。
全州店
2006年6月9日開業。 全羅北道全州市完山区。
天安店
2009年3月3日開業。忠清南道天安市東南区。